# Либерално-демократическа партия на Молдова
Либерално-демократическата партия на Молдова (на румънски: Partidul liberal democrat din Moldova) е дясноцентристка консервативна политическа партия в Молдова. Основана 8 декември 2007 г.

### Броят на депутати от ЛДПМ
|  |

### Калъп за ЛДПМ да гласуват
|  |